# Zgodovina Črne gore
Današnja Črna gora obsega ozemlje, ki je v 4. st. n. št. obsegalo skrajni jugovzhodni del rimske province Dalmacije in večji del rimske province Prevalitane. Po propadu Rimskega cesarstva so v zgodnjem srednjem veku, to ozemlje naselili Slovani in v 7. stoletju je na območju rimske province Prevalitanije, okoli Skadrskega jezera, pod oblastjo Bizantinskega cesarstva, nastala slovanska državna tvorba z imenom Duklea (Duklja), ki je bila zametek kasnejšega državno-političnega organiziranja Črnogorcev. 
V Duklji, ki so jo Bizantinci imenovali Duclea Sclavorum ('slovanska Duklja') so sprva vladali knezi, imenovani arhonti (iz gr. ἄρχων = poglavar, vladar). Po letu 1042, ko je bil sklenjen sporazum o zavezništvu in prijateljstvu med bizantinskim cesarjem in Mihaelom (Mihailom), sinom kneza (arhonta) Štefana Vojislava iz rodbine Vojislavljevićev, so za to območje pričeli uporabljati izraz Zeta. S tem sporazumom je postala Zeta prva izmed balkanskih držav, ki ji je Bizanc priznal državno suverenost in neodvisnost. Naslednika kneza Štefana Vojislava, kneza Mihaela (Mihaila), pa je leta 1077 tudi papež Gregor VII. nagovoril s kraljevim nazivom rex Sclavorum, kar pomeni, da je papež Zeto smatral za samostojno kraljevino. Mihaela je nasledil njegov sin, kralj Bodin, ki je ozemlje države razširil na območje Raške, Bosne in Bolgarije. Po smrti zadnjega, štirinajstega, vladarja iz rodbine Vojislavljevićev, se je v Zeti pričelo obdobje nasledstvenih bojev, ki so trajali vse do leta 1189, ko je Zeto zasedel raški (srbski) vladar Štefan Nemanja. V srbski državi Nemanjićev je imela Zeta vse do smrti cesarja Dušana (1355) poseben položaj. Po njegovi smrti se je Zeta, pod vodstvom rodbine Balšićev, leta 1361 osamosvojila, v času vladavine rodbine Crnojevićev (1451-1499) pa je obstajala kot samostojna fevdalno-rodovna država z imenom Črna gora.
Zaradi vse močnejših in pogostejših turških napadov se je ozemlje Črne gore zmanjšalo, vladar Ivan Crnojević pa je leta 1482 kot novo državno središče izbral Cetinje, kjer je postavil dvorec in samostan. Pod pokroviteljstvom njegovega sina, Djuradja Djuraševića Crnojevića, je na Cetinju od leta 1493 delovala prva tiskarna pri južnih Slovanih, v kateri so natisnili pet verskih knjig v cirilici, med katerimi je najbolj znana knjiga Oktoih (iz gr. besede Ὀκτώηχος = osemglasnik), v kateri so zbrane pesmi o Kristusovem vstajenju. Leta 1496 je Črna gora padla pod turško oblast in bila pripojena k Skadrskemu sandžaku. Od leta 1513 je obstajala kot posebna avtonomna teritorialno-upravna enota Osmanskega cesarstva, po Kandijski vojni (1645-1669) pa si je povrnila popolno samostojnost pod rodbino Petrovićev (1697-1918), katere začetnik je bil Danilo I., ki ga je za knezoškofa ali vladiko izbral Obči črnogorski zbor. Državno vodstvo je bilo razdeljeno med cetinjske knezoškofe (vladike), obči črnogorski zbor in zbor glavarjev.

## Turška nadvlada
Črna gora je sicer priznavala turško oblast, četudi so si črnogorska plemena nenehno prizadevala, da bi je se otresla. Boj proti Turkom je bila tudi edina skupna stalnica, ker so bila sicer plemena, med katerimi so bili največji Vasojevići, pogosto sprta, pazila so na svojo plemensko samostojnost, držala so se svojih starih plemenskih običajev, med katerimi je bila še zelo živo tako imenovano krvno maščevanje. V boju s Turki so se Črnogorci povezovali z Benečani in tudi z Avstrijci. Že ob koncu 17. stoletja je Cetinjska metropolija postala nasledstvena vladarska rodbina Petrović Njegoš. Pod cetinjsko škofijo so zdaj spadali tudi pravoslavni verniki v Boki Kotorski. Benečani so v Črni gori uvedli položaj guvernerja ali namestnika, ki je bil druga najpomembnejša osebnost v Črni gori in je predvsem ščitil trgovske interese Benečanov. Prve poskuse vzpostavitve osrednje oblasti je izvedel Šćepan Mali, imenovan tudi Lažni car, ki je z ostrimi kaznimi omejil krvno maščevanje in nekoliko umiril medplemenske spore. Leta 1771 je uvedel prvo stalno sodišče, sestavljeno iz 12 plemenskih poglavarjev, ustanovil prvo stalno telesno stražo, poskušal izpeljati prvi popis prebivalstva in zgradil prve ceste. Leta 1773 je bil žrtev atentata.
Leta 1784 je oblast v Črni Gori prevzel knezoškof ali vladika Petar I. Petrović Njegoš, imenovan tudi Peter Cetinjski, ki je bil idejni utemeljitelj črnogorske enotnosti in začetnik sodobne črnogorske države. Bil je široko razgledan književnik in cerkveni poglavar. Na zboru plemiških starešin v Stanjevićih leta 1789 je bil sprejet Zakon opšći crnogorski i brdski imenovan tudi zakonik Petra I., osnoval je osrednji sodni organ (kuluk), iz najodličnejših mož pa ustanovil svojo sicer maloštevilno oboroženo stražo, sestavljeno iz zgolj 25 mož, ki so se imenovali perjaniki po perju, ki so ga nosili na glavi in so bili prvi črnogorski orožniki in  predhodniki današnjih črnogorskih policistov. Plemiška skupščina mu je zaupala vrhovno poveljstvo nad vojsko in zunanjo politiko. Ker je imel tudi najvišjo cerkveno oblast, je postal najodločilnejša oseba med Črnogorci. Uvedel je pobiranje davka od hiš, kar pa je državi prineslo le malo prihodkov, saj je bila Črna gora redko poseljena in revna dežela. Črna gora je ob tem imela le malo obdelovalne zemlje, zato si je oblast venomer prizadevala obvarovati prebivalstvo pred lakoto. Napadi na turške trgovce, plen od ropanja in bojevanja so bili ob skromni živinoreji in kmetijstvu glavni vir preživetja.

## Povratek samostojnosti
Po združitvi črnogorskih plemen pod vodstvom Petra I. Petrovića Njegoša z brdskimi in zmagi nad Turki 1796 je Črna gora de facto povrnila neodvisnost in samostojnost. Bokeljski uporniki so se s Črnogorci in s pomočjo ruske mornarice vse do poraza Napoleona zaman upirali Francozom. Črnogorci so leta 1813 zasedli Budvo, Kotor in Hercegnovi ter oktobra 1813 razglasili združitev Črne gore z Boko, vendar je po sklepu dunajskega kongresa 1815 Boka Kotorska pripadla Avstriji.
Osrednja oblast v Črni gori se je dodatno utrdila v času vladanja Petrovega naslednika, knezoškofa ali vladike Petra II. Petrovića Njegoša, ki je leta 1831 ustanovil senat s sedežem na Cetinju, ki mu je predsedoval vladika s še 12 uglednimi ljudmi (ne le s plemenskimi poglavarji), združeval pa je zakonodajno, sodno in izvršno oblast. Imel je funkcijo vlade. Nižji organ je bila 32-članska gvardija, ki je skrbela za javni red in mir ter izvajala tudi sodno oblast. Vlogo policije so še naprej opravljali orožniki ali perjaniki. Vse tri institucije so bile prvi organi osrednje oblasti v Črni gori. Njihovi predstavniki so dobivali plačo in tako se je izoblikovala birokracija. Njegoš je prejemal denarno pomoč od Rusije, uvedel pa je tudi davke in jih redno pobiral ter tako pričel vzpostavljati državne finance.
Leta 1832 je odpravil guvernerstvo, ki je predstavljalo nevarnega nasprotnika vladike in eksponenta najprej Benetk, pozneje pa Avstrije. Leta 1842 je bila opravljena tudi razmejitev med Črno goro in Avstrijo. Njegoš je začel uvajati osnovno šolstvo in 1834 spet odprl tiskarno na Cetinju, ki je delovala že v 15. stoletju. Bil pa ni le vladar, pač pa tudi največji črnogorski pesnik (Gorski vijenac), pisal je tudi filozofske spise (Luča mikrokozma).

## Razvoj Črne gore
Črna gora je bila ob Njegoševi smrti 1851 dejansko samostojna država s priznanimi mejami, ni pa bila priznana še mednarodnopravno. Bila je majhna in revna državica z zelo malo obdelovalne zemlje in razvoj države je terjal ne le enotni notranji trg, pač pa tudi razširitev ozemlja, da bi država postala sposobna za samostojno gospodarsko življenje. Njegošev naslednik je z rusko pomočjo postal Danilo, ki se je 1852 razglasil za kneza, začel vladati absolutistično in kmalu zatrl vsako opozicijo. Po porazu s premočno turško vojsko 1852 je knez ustanovil svojo knežjo gardo in opravil popis vojske (vojni obvezniki so bili vsi moški med 16. in 60. letom starosti), vojska je tako postala glavni steber knezove oblasti, pomembno vlogo pa je imela tudi pri utrjevanju državne oblasti. S pomočjo plemenskih poglavarjev je knez utrdil državno oblast, pleme je zdaj postalo administrativno-teritorialna enota. Izpopolnjen je bil davčni sistem in uvedene carine, 1855 pa sprejet splošni državni zakon. Na priporočilo Rusije Črna gora ni sodelovala v krimski vojni, zaradi poraza Rusije v tej vojni pa se je njeno mednarodno priznanje zavleklo do berlinskega kongresa. Ruski poraz je vplival tudi na črnogorsko zunanjo politiko, ki se je za desetletje naslonila na Avstrijo. Leta 1859 so Črnogorci pri Grahovcu premagali Turke in Turčija je pristala na razmejitev med državama. Leta 1860 je bil knez Danilo ubit v atentatu, zamenjal pa ga je knez Nikola, ki je bil zadnji knez, od 1910 pa tudi prvi in edini črnogorski kralj. Novi knez je nadaljeval politiko prejšnjega. Najprej je moral 1862 podpisati sporazum s Turki, saj je le s posredovanjem velesil Črno goro rešil pred turško zasedbo. Leta 1866 je Črna gora sklenila zvezo s Srbijo, ki ji je veliko pomagala pri reorganizaciji vojske in dobavi orožja.
Na čelu države je bil še vedno knez s praktično neomejeno oblastjo, vlado in vrhovno sodišče je predstavljal 12- do 16-članski senat, ki ga je imenoval knez iz vrst uglednih plemenskih poglavarjev. Osnovna upravna enota je bila kapetanija. Vse do 1868 državna lastnina ni bila ločena od knezove osebne in ta jo je trošil po svoji volji in preudarku. Leta 1874 je bil senat številčno zmanjšan, ostala mu je le še sodna oblast. Imenovane so bile nove uprave kot zametki ministrstev, ki so bila uvedena 1879, senat pa je tedaj postal vrhovno sodišče.
Gospodarsko je bila država zelo slabotna, maloštevilno obrt pa so obvladovali Turki in Avstrijci. Do 1878 ni bilo nobene ceste za vozove. Izvažali so le meso, les in ribe. Rusija je državi dajala stalno subvencijo za državne in cerkvene potrebe. Od industrijskih podjetij je delovala le ena žaga, glavna gospodarska panoga pa je bila ekstenzivna živinoreja. Leta 1870 je glavno mesto Cetinje imelo le 500 prebivalcev in 115 hiš, 1860 je bila v vsej državi le ena šola, 1871 je začel izhajati prvi časopis.
Po uporu v Bosni in Hercegovini 1875 se je tudi Črna gora vpletla v vojno s Turki in jih nekajkrat premagala. Na berlinskem kongresu 1878 je Črna gora končno dobila mednarodno priznanje, pa tudi ozemeljsko se je močno povečala, saj je dobila Nikšić, Kolašin, Bar in Ulcinj, kar je bilo zelo pomembno za njen gospodarski in družbeni razvoj. Ozemeljsko se je zdaj skoraj podvojila. Na novo pridobljenih ozemljih je takoj odpravila turški fevdalni sistem, vendar je bila drobna kmečka posest še naprej značilnost v agrarnih odnosih. S to delitvijo zemlje so večji del dobili knez in državni funkcionarji. Ena najbolj pomembnih pridobitev so bila mesta in izhod na morje. Zdaj je zaživelo gospodarstvo in nastajalo je tudi meščanstvo. V državo je začel pritekati italijanski in avstrijski kapital in 1906 je država dobila svojo valuto - perper. Začeli so graditi ceste in jih do preloma stoletja zgradili okrog 450 km. Nastajala so podjetja za predelavo lesa, izdelavo tobaka in piva. Razvijale so se banke in hranilnice, vzpostavljale so se telegrafske in telefonske povezave.
Leta 1879 so bila ustanovljena ministrstva in veliko sodišče. Knez je še vedno imel vse zakonodajne pravice. Upravno je bila država razdeljena na nahije, te pa na kapetanije. Istega leta so bile ustanovljene prve enote redne vojske in prve vojaške šole. Izoblikoval se je pravni sistem in 1888 je bil sprejet splošni imovinski zakonik. Nastajajoče meščanstvo in inteligenca sta vplivali na razvoj političnega življenja in v začetku devetdesetih let je Črna gora dobila prvo demokratično opozicijo, ki pa jo je knez preganjal in njeni voditelji so morali v izgnanstvo. Knez si je pridobil ugled z veščo ženitveno politiko, ko je šest svojih hčera poročil na različne evropske dvore.
Opozicija proti avtokratskemu knezovemu vladanju in njegovemu birokratskemu aparatu pa je vztrajno naraščala in oktobra 1905 je knez Nikola izdal ustavo, po kateri je Črna gora postala ustavna, ne pa parlamentarna monarhija. Vlada ni bila odgovorna skupščini, pač pa knezu, ki je imenoval vse uradnike. Še istega leta so bile prve volitve v parlament in 1907 sta bili ustanovljeni prvi dve stranki: Narodna stranka prava ali pravaši in Klub narodne stranke ali klubaši, ki je zbral vso opozicijo. Med obema strankama se je ves čas bil oster politični boj, knez pa je klubašem pripisoval podpiranje Srbije. Leta 1907 je izbruhnila bombaška afera, ko je nekaj klubaških privržencev dobilo iz Srbije bombe za boj proti knezu. Najuglednejši klubaši so bili obsojeni na smrt ali visoke zaporne kazni. Leta 1909 je izbruhnila nova afera, kolašinska, ki je bila nadaljevanje prejšnje. Odnosi s Srbijo so bili od 1903 slabi, celo na robu vojne. Knez se je namreč počutil ogroženega zaradi srbske rodbine in velikosrbskih politikov in tudi zato se je zaradi prestiža 1910 okronal za kralja.
Ker sta Rusija in Avstro-Ogrska hoteli imeti na tem delu Balkanskega polotoka mir, sta podpirali kralja Nikolo, zlasti Rusija mu je finančno veliko pomagala, ruski car pa je celo dejal, da mu je Nikola edini prijatelj. Po 1908 je avstrijski vpliv zamenjal italijanskega, Italija pa je tudi podpirala Črno goro proti nastajajoči Albaniji. Leta 1912 je Črna gora prva začela sklepati dvostranske sporazume, ki so privedli do balkanske zveze, prva je tudi začela balkansko vojno. Po koncu druge balkanske vojne so bili Črni gori dodeljeni Sandžak, Plevlja, Bijelo Polje, Berane, Pec, Gusinje, del Skadrskega jezera. Ozemeljsko se je Črna gora povečala od 9000 na 14.500 km², po številu prebivalstva pa od 275.000 na pol milijona.

## Srbija in Črna gora
Državna skupnost Srbije in Črne gore (običajno le Srbija in Črna gora) je ime nekdanje državne zveze Srbije in Črne gore, ohlapne skupnosti v Evropi, ki je bila naslednica nekdanje države z imenom Zvezna republika Jugoslavija. Srbija in Črna gora na jugu meji na Jadransko morje, Albanijo in Makedonijo, na vzhodu na Bolgarijo in Romunijo, na severu na Madžarsko, ter na zahodu na Hrvaško in Bosno in Hercegovino.
Srbija in Črna gora, preostali republiki nekdanje SFRJ, sta se dogovorili, da bosta sodelovali le na nekaterih političnih področjih, npr. v obrambni zvezi. Državi imata svoji lastni ekonomski politiki in valuti. Srbija in Črna gora nima več enotnega glavnega mesta; čeprav je večina ustanov v Beogradu, so se nekatere premaknile v Podgorico.
Nova ustava je bila sprejeta 4. februarja 2003, in vsaka od obeh držav lahko zahteva popolno samostojnost s pomočjo referenduma, razpisanega v letu 2006. 21. maja 2006 je potekal referendum v Črni gori, na katerem se je večina opredelila za samostojno državo (55,5 % za samostojnost, mednarodna politika je za veljavnost odločitve za osamosvojitev zahtevala vsaj 55 %)[1].
3. junija 2006 je Črna gora razglasila neodvisnost in samostojnost, s čimer je bila Državna skupnost Srbije in Črne gore omejena le na Srbijo[2]. 5. junija je še Parlament Srbije razglasil neodvisnost in samostojnost, s čimer je dokončno propadla Državna skupnost Srbije in Črne gore kot zadnji preostanek Jugoslavije[3].